# Palais épiscopal de Braga
 (septembre 2024).
Le palais épiscopal de Braga (en portugais : Paço Episcopal Bracarense) est un complexe architectural situé à Braga, au Portugal, construit entre le XIVe et le XVIIIe siècle,,. Il est considéré parmi les monuments les plus liés, depuis le Moyen Âge, à l'histoire de la ville.

## Description
Le palais épiscopal est situé sur la Praça do Município,, en face de la cathédrale.
Certaines façades, datant du XIVe siècle sont de style gothique.
Les intérieurs abritent désormais les archives départementales et la bibliothèque, ainsi que les bureaux municipaux.

## Histoire
La construction du complexe a commencé vers les années 1430, sous l'archevêché de D. Gonçalo Pereira. Cependant, une bonne partie de l'édifice a été construite entre les années 1420-1430, sous l'archevêché de D. Fernando Da Guerra.
Une autre phase importante dans la construction du palais a eu lieu au XVIe siècle à la demande de l'archevêque D. Diogo de Sousa. Le bâtiment fut ensuite agrandi dans la première moitié du XVIIIe siècle par D. Rodrigo de Moura Teles.
En 1866, l'intérieur fut détruit par un incendie,.
Des travaux de restauration ont eu lieu dans les années 1920 et 1930.

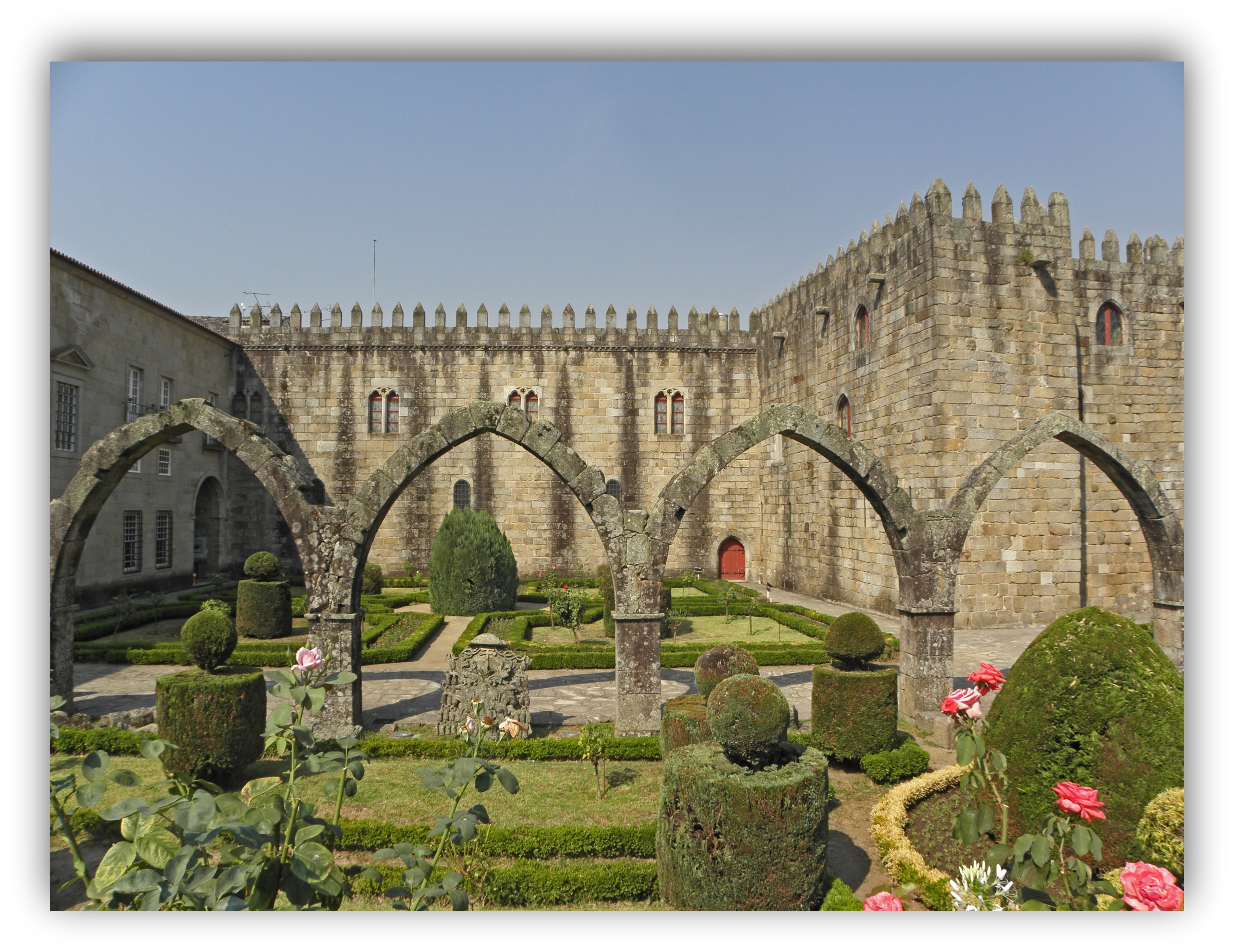
Aile gothique avec jardins
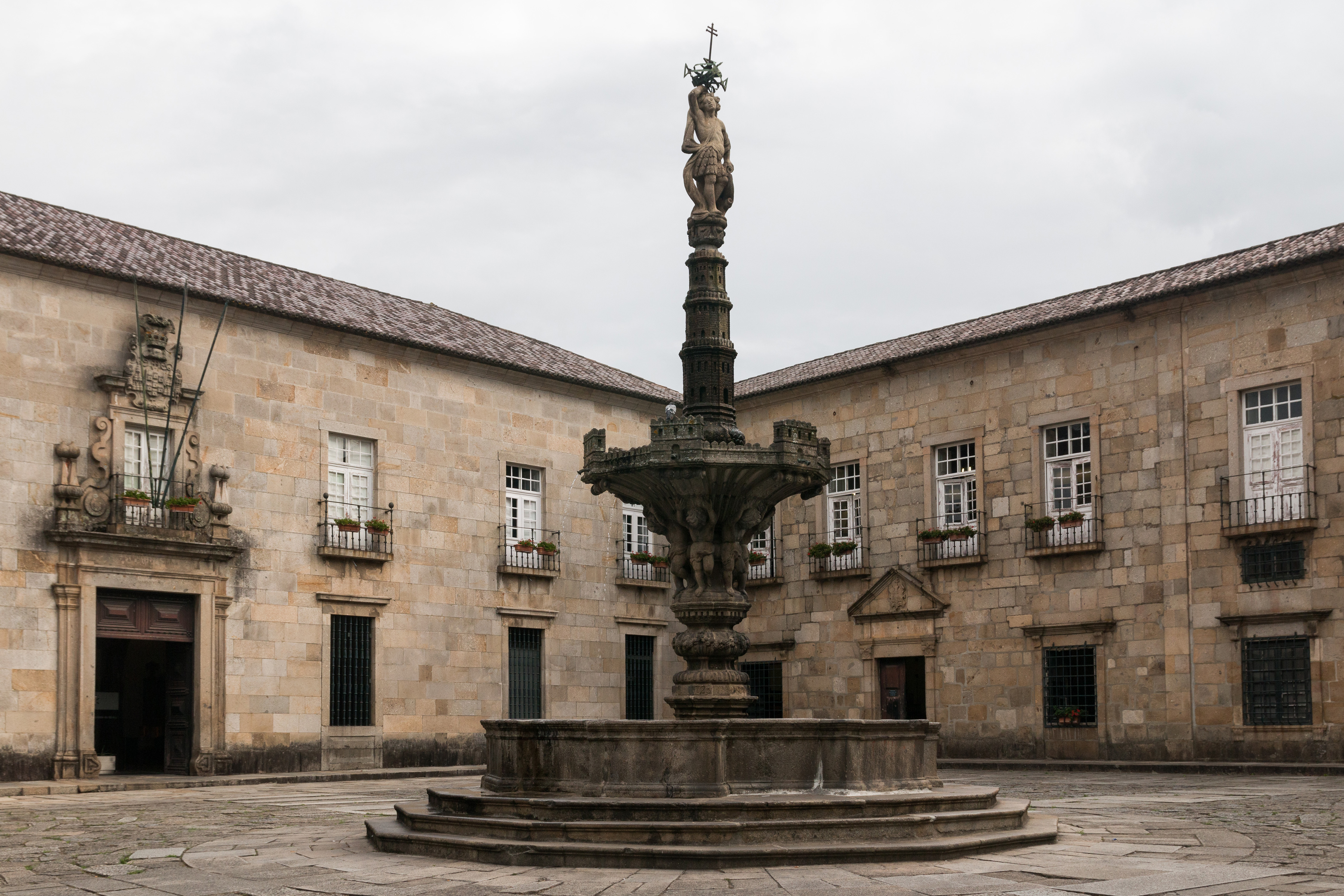
Petite place à l'intérieur du bâtiment
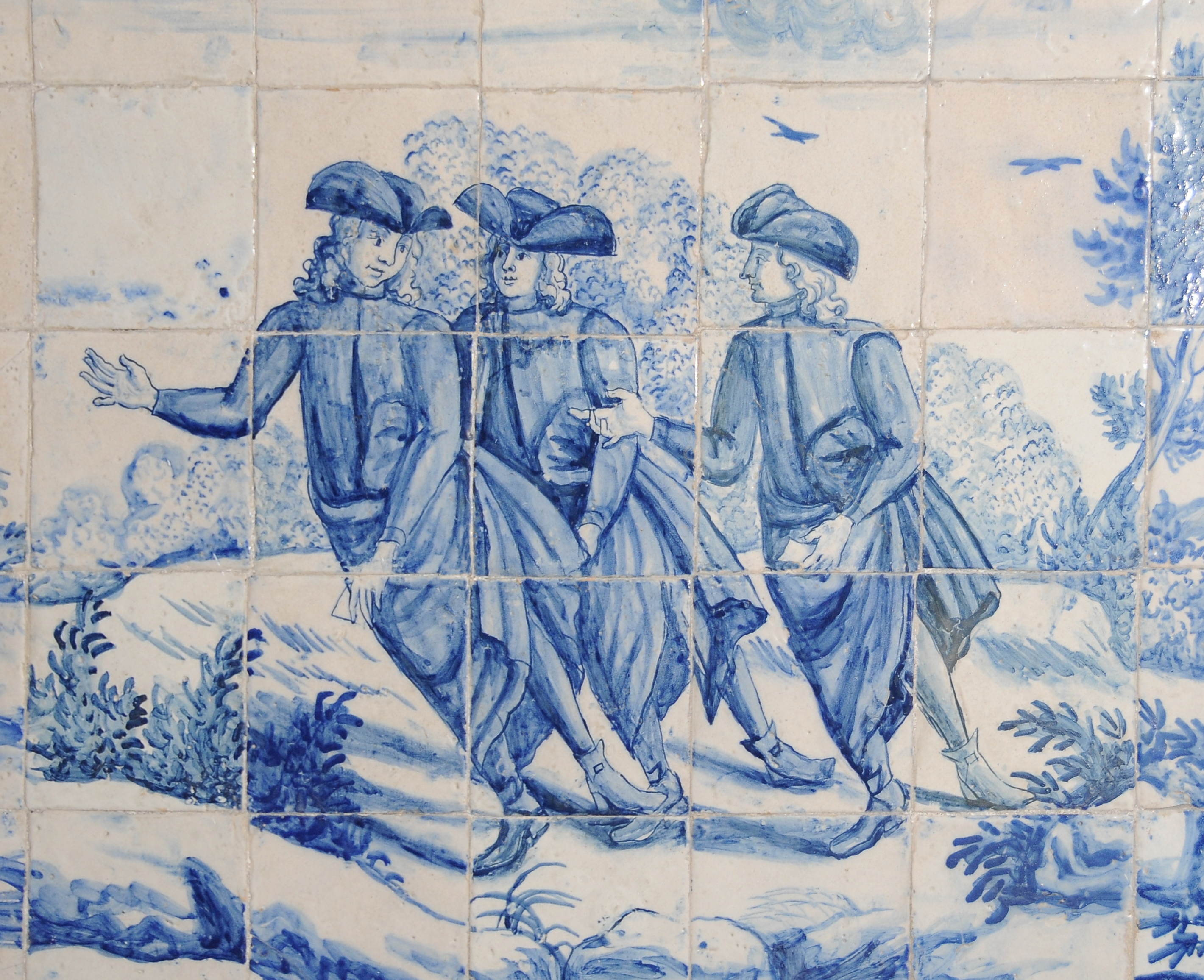
Azulejo dans le palais